# Goo (motor de busca)
goo (adequadamente escrito sem maiusculizar a primeira letra) é um portal e motor de busca da internet sediado no Japão, que organiza e indexa principalmente sites de língua japonesa. goo é operado pela japonesa NTT Resonant, uma subsidiária da NTT Communications.